# Redditch (circonscription britannique)
Circonscription parlementaire de la Chambre des communes
La circonscription de Redditch est une circonscription électorale anglaise située dans le Worcestershire, et représentée à la Chambre des communes du Parlement britannique.

## Géographie
La circonscription comprend :
- La ville de Redditch
  - Les districts de Winyates, Headless Cross, Hunt End, Crabbs Cross, Feckenham, Webheath, Southcrest, Lodge Park, Lakeside, Ipsley, Park Farm, Wire Hill, Greenlands et Oakenshaw
  - Les hameaux de Ham Green, Elcocks Brook et Callow Hill
- Les villages et paroisses civiles de Hanbury, Bradley Green, Inkberrow, Abbots Morton, Abberton, Church Lench, Atch Lench, Ab Lench, Goom's Hill et Littleworth
- Le hameau de Mere Green

## Députés
Les Members of Parliament (MPs) de la circonscription sont :
| Législature                          | Années       | Député         | Député       | Parti        |
| ------------------------------------ | ------------ | -------------- | ------------ | ------------ |
| Redditch issue de Mid Worcestershire |              |                |              |              |
| 52e                                  | 1997–2001    |                | Jacqui Smith | Travailliste |
| 53e                                  | 2001–2005    |                | Jacqui Smith | Travailliste |
| 54e                                  | 2005–2010    |                | Jacqui Smith | Travailliste |
| 55e                                  | 2010–2015    |                | Karen Lumley | Conservateur |
| 56e                                  | 2015–2017    |                | Karen Lumley | Conservateur |
| 57e                                  | 2017–2019    | Rachel Maclean |              | Conservateur |
| 58e                                  | 2019–Présent | Rachel Maclean |              | Conservateur |

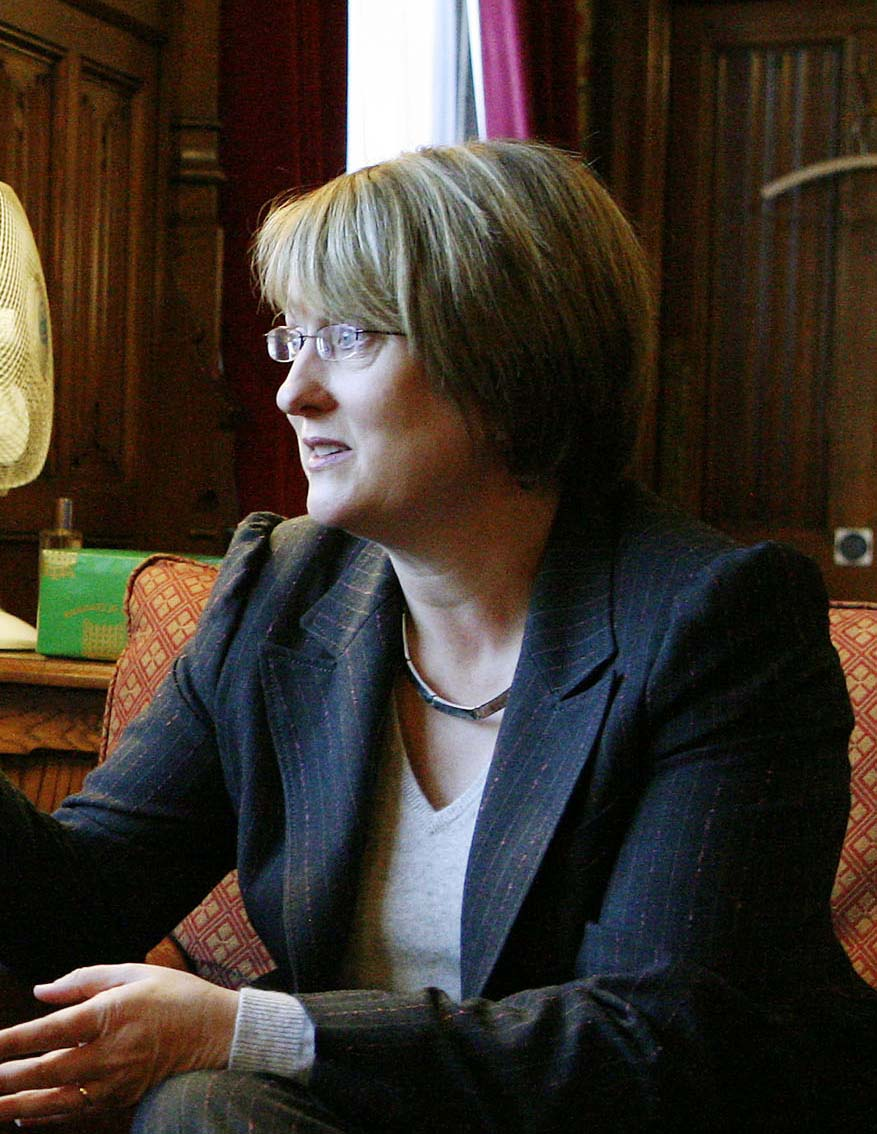
Jacqui Smith (1997-2010)
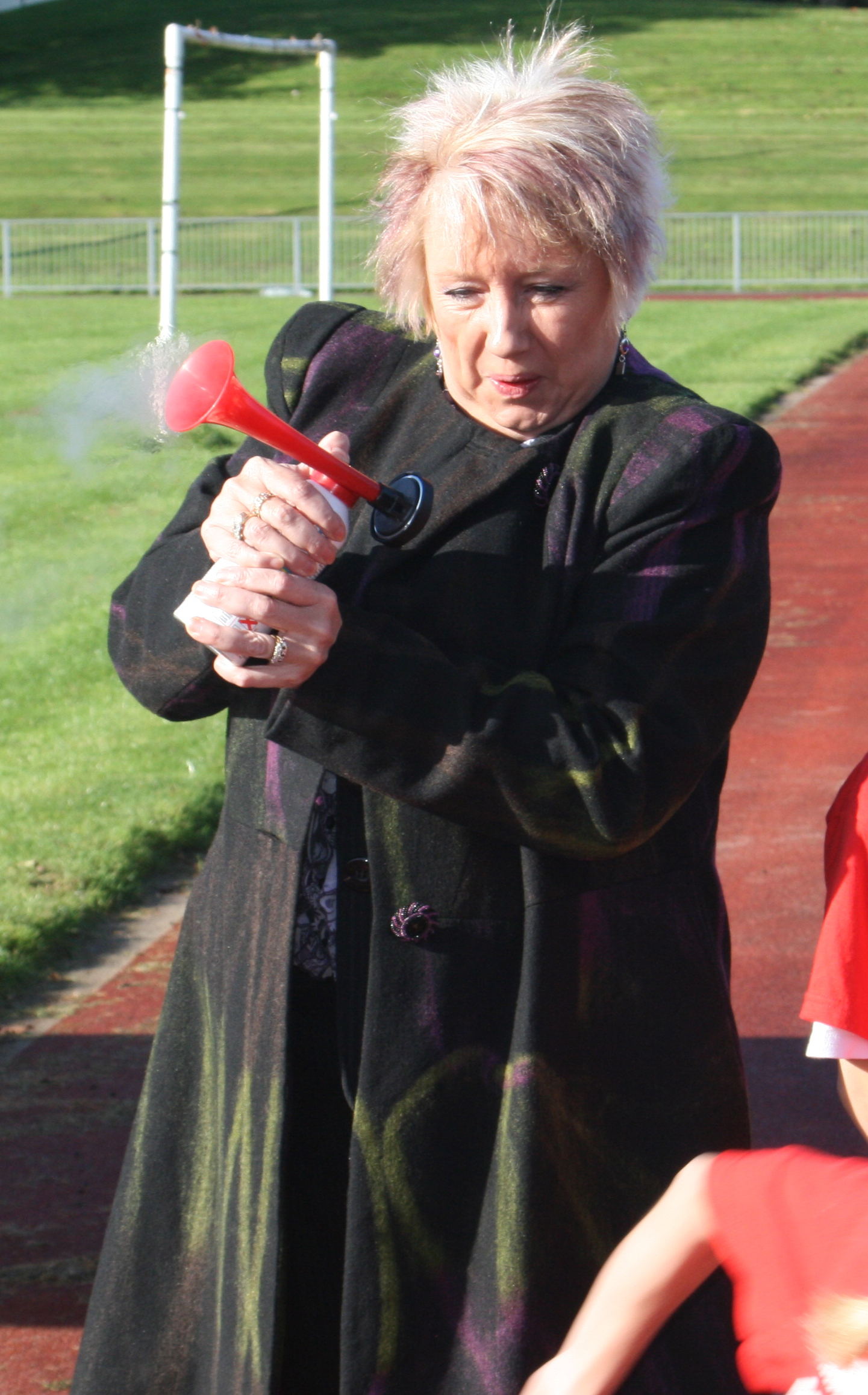
Karen Lumley (2010-2017)
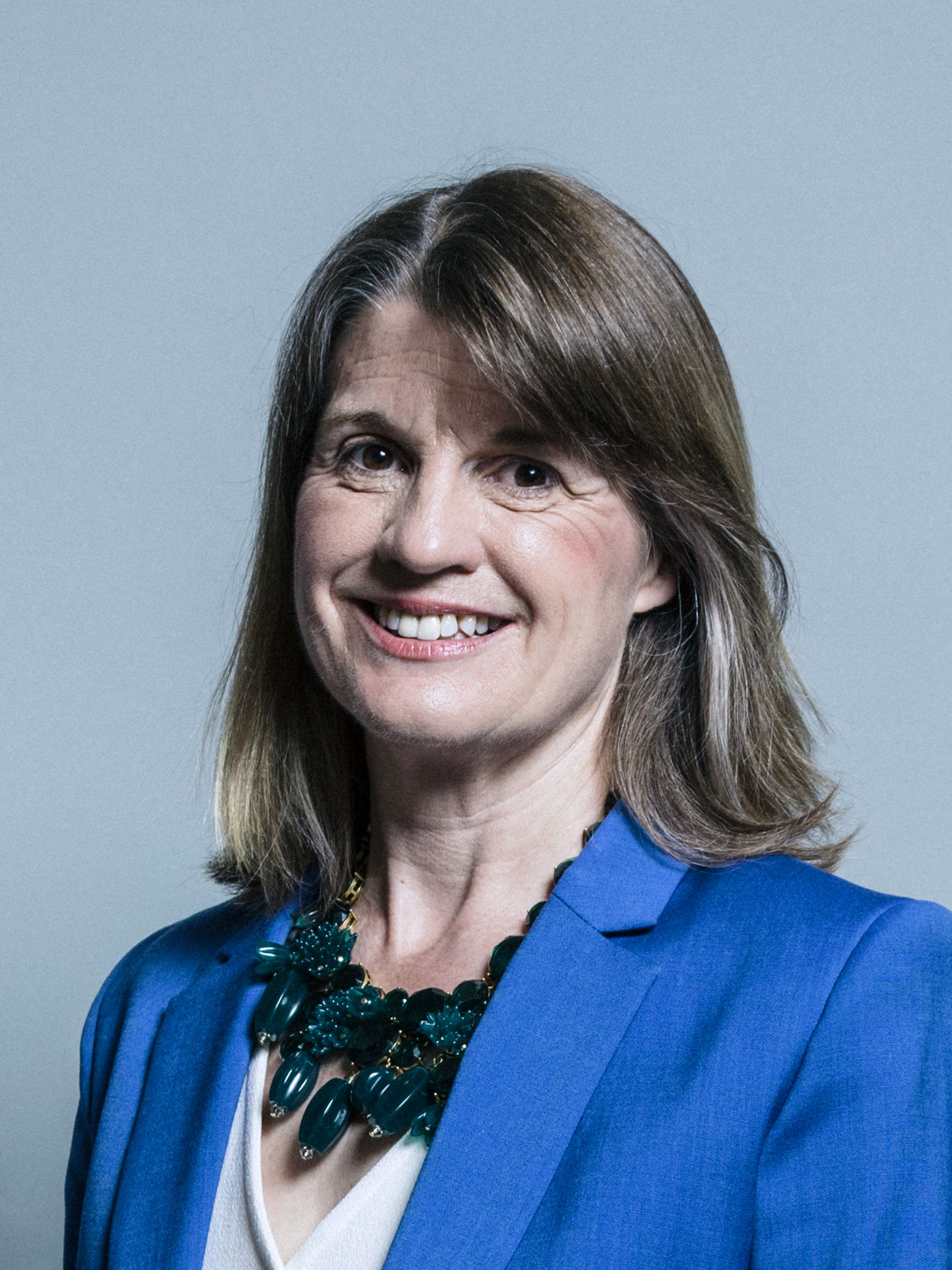
Rachel Maclean (2017-Présent)